# Voltage Pictures
Voltage Pictures es una empresa de producción y distribución cinematográfica estadounidense fundada por Nicolas Chartier en 2005. Ha reunido más de 180 películas, lo que le ha valido a la compañía un total de dos premios Globo de Oro y nueve premios Oscar.

## Películas recientes
Recientemente estrenada por Voltage es The Marksman, protagonizada por Liam Neeson, que se estrenó el 12 de enero de 2021 a través de Open Road; la segunda entrega de la franquicia After, After We Collided, protagonizada por Josephine Langford y Hero Fiennes Tiffin .
Otros estrenos incluyen I Feel Pretty, protagonizada por Amy Schumer y Michelle Williams, que recaudó casi 100 millones de dólares en todo el mundo tras su estreno en 2018, Extremely Wicked, Shockingly Evil and Vile, protagonizada por Zac Efron y Lily Collins, que se estrenó en el Festival de Cine de Sundance de 2019 y posteriormente se vendió a Netflix, y Ava, dirigida por Tate Taylor y protagonizada por Jessica Chastain, Colin Farrell, John Malkovich, Common, Geena Davis y Joan Chen.

## Títulos de venta
La lista de ventas de Voltage incluye el thriller Fear of Rain, protagonizado por Harry Connick Jr. y Katherine Heigl, que se estrenó el 12 de febrero de 2021 a través de Lionsgate, y Body Brokers, que se estrenó el 12 de febrero de 2021 a través de Vertical Entertainment. Otros títulos incluyen la película biográfica de gángsters Lanksy, protagonizada por Harvey Keitel, Sam Worthington y Annasophia Robb, la película biográfica política Reagan, protagonizada por Dennis Quaid, Penelope Ann Miller con el ganador del Oscar Jon Voight, el thriller de terror The Seventh Day, protagonizada por Guy Pearce, y el thriller de guerra Condor's Nest, protagonizado por Arnold Vosloo .

## Televisión
Voltage Pictures ha producido dos temporadas de " True Justice ", protagonizada por Steven Seagal, que se emitió en 5USA, la próxima serie de 12 episodios "Age of The Living Dead / Age of the Undead" y, más recientemente, se desempeñó como productor ejecutivo de " Six ", que actualmente se transmite en The History Channel.

## Premios
The Hurt Locker, protagonizada por Jeremy Renner, se llevó seis premios Oscar, incluyendo Mejor Película, Mejor Director y Mejor Guion en 2009. Dallas Buyers Club, dirigida por Jean-Marc Vallée y protagonizada por Matthew McConaughey, Jared Leto y Jennifer Garner. La película recibió tres premios Oscar, incluyendo Mejor Actor y Mejor Actor de Reparto, y dos Globos de Oro, también en las dos categorías de actuación.

## Piratería
En 2014, Voltage Pictures presentó una serie de demandas "John Doe" contra personas a las que acusó de descargar mediante torrent la película Dallas Buyers Club, que Voltage había producido. 
En 2018, se descubrió que Voltage estaba intentando demandar a 55.000 canadienses por compartir sus películas en línea.  Los expertos en políticas han calificado esta medida como un caso de trolling de derechos de autor . 